# Мирное (Синельниковский район)
Мирное (укр. Мирне, до 2025 года — Новый Посёлок) — село, Миролюбовский сельский совет, Синельниковский район, Днепропетровская область, Украина.
Код КОАТУУ — 1224884903. Население по переписи 2001 года составляло 291 человек.

## Географическое положение
Село Новый Посёлок примыкает к селу Новочерниговское, на расстоянии в 1,5 км расположено село Миролюбовка.

## История
- Ранее село называлось Невенчанное. Такое название было получено из-за запрета вступать в брак.
- После село получило название Новый Посёлок.

## Транспорт
- Автобус.

## Экономика
- Молочно-товарная, птице-товарная, свино-товарная и овце-товарная ферма, машинно-тракторные мастерские.

## Экология
Новый Посёлок имеет чистую окружающую среду.

## Объекты социальной сферы
- Клуб.
- Дом культуры.
- Больница.
- Спортивная площадка.

## Достопримечательности
- Братская могила советских воинов.